# UFC 191
UFC 191: Johnson vs. Dodson 2（ユーエフシー・ワンナインティワン：ジョンソン・バーサス・ドッドソン・ツー）は、アメリカ合衆国の総合格闘技団体「UFC」の大会の一つ。2015年9月5日、ネバダ州ラスベガスのMGMグランド・ガーデン・アリーナで開催された。

## 大会概要
本大会ではデメトリアス・ジョンソンとジョン・ドッドソンによるUFC世界フライ級タイトルマッチが組まれた。
キャリア7戦全勝のジョアキム・シウバがUFCデビュー。

### カード変更
負傷などによるカードの変更は以下の通り。
- アンドレ・フィリ → チアゴ・トラトール（第3試合）

- リズ・カムーシェ → ジェシカ・アンドラージ（第4試合）

- ヤン・ブラホヴィッチ → ジミ・マヌワ（第9試合）

## 試合結果

### アーリープレリム
第1試合 ライト級ワンマッチ 5分3R
○  ジョアキム・シウバ vs.  ナザレノ・マレガリエ ×
3R終了 判定2-1（28-29、30-27、30-27）
第2試合 ミドル級ワンマッチ 5分3R
○  ジョー・リッグス vs.  ロン・スターリングズ ×
2R 2:28 失格（蹴り上げ）

### プレリミナリーカード
第3試合 フェザー級ワンマッチ 5分3R
○  チアゴ・トラトール vs.  クレイ・コラード ×
3R終了 判定2-1（29-28、28-29、29-28）
第4試合 女子バンタム級ワンマッチ 5分3R
○  ラケル・ペニントン vs.  ジェシカ・アンドラージ ×
2R 4:58 リアネイキドチョーク
第5試合 バンタム級ワンマッチ 5分3R
○  ジョン・リネカー vs.  フランシスコ・リベラ ×
1R 2:08 ギロチンチョーク
第6試合 ライト級ワンマッチ 5分3R
○  ロス・ピアソン vs.  ポール・フェルダー ×
3R終了 判定2-1（28-29、30-27、29-28）

### メインカード
第7試合 女子ストロー級ワンマッチ 5分3R
○  ペイジ・ヴァンザント vs.  アレックス・チェンバース ×
3R 1:01 腕ひしぎ十字固め
第8試合 ライトヘビー級ワンマッチ 5分3R
○  コーリー・アンダーソン vs.  ヤン・ブラホヴィッチ ×
3R終了 判定3-0（30-25、30-25、29-26）
第9試合 ライトヘビー級ワンマッチ 5分3R
○  アンソニー・ジョンソン vs.  ジミ・マヌワ ×
2R 0:28 KO（右フック→パウンド）
第10試合 ヘビー級ワンマッチ 5分3R
○  アンドレイ・アルロフスキー vs.  フランク・ミア ×
3R終了 判定3-0（29-28、29-28、30-27）
第11試合 UFC世界フライ級タイトルマッチ 5分5R
○  デメトリアス・ジョンソン vs.  ジョン・ドッドソン ×
5R終了 判定3-0（49-46、49-46、50-45）
※ジョンソンが7度目の防衛に成功。

### 各賞
ファイト・オブ・ザ・ナイト： ジョン・リネカー vs. フランシスコ・リベラ
パフォーマンス・オブ・ザ・ナイト： アンソニー・ジョンソン、ラケル・ペニントン
各選手にはボーナスとして5万ドルが支給された。